# Campionato asiatico maschile di pallacanestro 1969
Il 5º Campionato Asiatico Maschile di Pallacanestro FIBA si è svolto dal 18 al 29 novembre 1969 a Bangkok in Thailandia. Il torneo è stato vinto dalla nazionale coreana.
I Campionati asiatici maschili di pallacanestro sono una manifestazione biennale tra le squadre nazionali del continente, organizzata dalla FIBA Asia.

## Squadre partecipanti
- Corea del Sud
- Filippine
- Giappone
- Hong Kong
- India
- Malaysia
- Pakistan
- Thailandia
- Taiwan

## Classifica finale
| Pos | Squadra       | V-P |
| --- | ------------- | --- |
| 1   | Corea del Sud | 8-0 |
| 2   | Giappone      | 7-1 |
| 3   | Filippine     | 6-2 |
| 4   | Taiwan        | 4-4 |
| 5   | India         | 4-4 |
| 6   | Thailandia    | 3-5 |
| 7   | Malaysia      | 3-5 |
| 8   | Pakistan      | 1-7 |
| 9   | Hong Kong     | 0-8 |